# バルク書
『バルク書』（バルクしょ、Book of Baruch）は、ユダヤ教とプロテスタント諸派では外典として扱い、カトリック教会と正教会では旧約聖書に含めている書物のひとつ。タイトルはエレミヤの書記（『エレミヤ書』45:1）であったバルクを名乗る著者の名前に由来している。『知恵の書』や『シラ書』とも共通する知恵の賛美が見られ、知恵＝律法であるとしている。（4:1）
全5章だが、ウルガタ聖書や欽定訳聖書などでは「エレミヤの手紙」をバルク書の第6章とする。
七十人訳聖書ではエレミヤ書・バルク書・エレミヤの哀歌・エレミヤの手紙の順に並べる。ウルガタ聖書ではエレミヤ書・エレミヤの哀歌・バルク書の順に置く。欽定訳聖書では外典の集会の書（シラ書）の次に置く。
これに対して「バルクの黙示録」と呼ばれる「第2バルク書」および「第3バルク書」、「バルクの残余のことば」に含まれる第4バルク書と呼ばれる3書は偽典に分類される。

## 内容
- 序言（1:1-1:9）
- エルサレムへの手紙（1:10-3:8）
- 知恵の賛美（3:9-4:4）
- エルサレムへの励まし（4:5-5:9）